# Buergeria choui
Buergeria choui — вид жаб родини веслоногих (Rhacophoridae). Виокремлений з B. japonica у 2020 році.

## Назва
Видова назва присвячена доктору Вень-Хао Чоу, професору Національного музею природничих наук у місті Тайчжун (Тайвань), який вперше звернув увагу на варіації та систематику B. japonica (sensu lato) на початку 1990-х.

## Поширення
Вид поширений на півночі Тайваню та на островах Рюкю.

## Опис
Спина жовта до сіро-коричнева, ніколи не змінюється на зелену; зіниця горизонтально еліпсоїдна; тимпан виразний.